# Cing
Cing, Inc. (株式会社シング Kabushiki-gaisha?) fue una empresa independiente desarrolladora de videojuegos con sede en Fukuoka, Japón. La compañía, una pequeña casa de desarrollo con 29 empleados, fue fundada en abril de 1999 y su último presidente fue Takuya Miyagawa. Miyagawa también era el productor de todos los proyectos de Cing. El 1 de marzo de 2010 la desarrolladora se declaró en bancarrota.
Cing cuenta en su currículum con el lanzamiento de un juego de PlayStation 2 en 2003 y gran cantidad de juegos para teléfonos móviles en 2004. Desde entonces disfrutó de una muy buena relación con Nintendo.

## Historia
Fundada el 2 de abril de 1999, Cing fue creada para conseguir una experiencia de juego única. El primer proyecto del estudio, cuyo proveedor fue Capcom, fue Glass Rose, una aventura para la consola de Sony PlayStation 2. Desafortunadamente, a pesar de tener a Masahiro Matsuoka (del famoso grupo japonés Tokio) como personaje principal, el título fracasó y nunca vio la luz en América del Norte, pero sí en Europa. Seguidamente, Cing desarrolló cinco videojuegos para móviles en Japón, incluyendo una adaptación del popular Harvest Moon.
A principios de 2005, Cing lanzó el título de aventuras Another Code: Two Memories para Nintendo DS, el cual fue el primer proyecto con la compañía Nintendo. El juego hacía un excelente uso de las varias capacidades de la consola, y fue un éxito. Otro proyecto del estudio es Hotel Dusk: Room 215, otro título de aventuras que también hace un uso excelente de las funcionalidades de la DS.
El 13 de marzo de 2007, Cing anunció un juego de nueva generación para Wii, llamado  Little King's Story, esta fue una colaboración entre MMV y TownFactory, dos desarrolladores de videojuegos japoneses. El juego fue lanzado en Australia y Europa en abril de 2009, en Norteamérica el 21 de julio de 2009 y en Japón el 3 de septiembre de 2009. En noviembre de 2009, Cing anunció Last Window: El secreto de Cape West, secuela de Hotel Dusk: Room 215. Fue lanzado el 14 de enero en Japón de 2010 y en Europa el 17 de septiembre de 2010, el juego nunca llegó a América.
Cing se declaró en bancarrota el 1 de marzo de 2010 en Japón. La compañía acumulaba unas deudas de 256 millones de yenes (2,1 millones de euros).

## Juegos

### Nintendo DS
- Another Code: Two Memories (Another Code: Futatsu no Kioku) (2005)
- Hotel Dusk: Room 215 (Wish Room: Tenshi no Kioku) (2007)
- Monster Rancher DS (2007)
- Monster Rancher DS 2 (2008)
- Again: Interactive Crime Novel (2010), originalmente titulado Again: Eye of Providence. (Sitio oficial) Archivado el 8 de diciembre de 2021 en Wayback Machine.
- Last Window: El secreto de Cape West (2010)

### Wii
- Little King's Story (2009)
- Another Code: R, Más allá de la Memoria (2009)

### PlayStation 2
- Glass Rose (2003)

### Teléfonos móviles
- Kisekaegokko (2003) (Sólo en Japón)
- Moetan Online (2003) (Sólo en Japón)
- Kawa no Nushitsuri (2003) (Sólo en Japón)
- Gakka wo Tsukuro (2004) (Sólo en Japón)
- Bokujo Monogatari: Mobile Life (2004) (Sólo en Japón)